# Steven Chu
Steven Chu (St. Louis, 28. veljače 1948.), američki fizičar. Doktorirao (1976.) na Kalifornijskom sveučilištu u Berkeleyu. Profesor na Stanfordovu sveučilištu (od 1987. do 2009.). Pridonio razvoju metode Dopplerova hlađenja (oko 1985.) i konstrukciji atomske fontane (atomske stupice). Za razvoj metoda hlađenja i zarobljivanja atoma s pomoću laserske svjetlosti s C. Cohen-Tannoudjijem i W. D. Phillipsom dobio Nobelovu nagradu za fiziku (1997.).

## Atomska stupica
Atomska stupica (engl. atomic trap) je uređaj za usporavanje (hlađenje) atoma u malom dijelu prostora radi njihova spektroskopskog proučavanja. Osnovna je tehnika Dopplerovo hlađenje, pri kojem se upotrebljava lasersko svjetlo nešto niže frekvencije od određenog elektronskog prijelaza u atomu. Takvo svjetlo usmjeri se na brze atome u snopu ili pari. Zbog Dopplerova učinka atom vidi fotone kao rezonantne. Fotoni se apsorbiraju i tako pobuđeni atom fluorescira emitirajući foton u nasumičnu smjeru. Tako se prenosi moment količine gibanja s fotona na atom, a to uz lavinu fotona uzrokuje usporavanje atoma. Primjenom laserskoga snopa u svih 6 smjerova zadržavaju se atomi u zadanom prostoru (optička molasa). Ako se primijene dodatna magnetska polja i laser, atomi se mogu ohladiti na nekoliko milijuntinki Kelvina. Sudari tako ohlađenih atoma omogućuju proučavanje raznih kvantnih učinaka. Načela laserskoga zarobljavanja primjenjuju se za proučavanje mikroorganizama koji se drže izolirani, a da im se ne naškodi.